# Efraim Diveroli
Efraim Diveroli, né le 20 décembre 1985, est un ancien marchand d'armes américain.

## Biographie
Sa compagnie, AEY Inc., était un important fournisseur d'armes du département américain de la Défense. Le gouvernement américain a suspendu AEY pour avoir violé son contrat après que celui-ci eut fourni des munitions chinoises, de qualité inférieure et inutilisables, datant de 42 ans et avait tenté de le renommer et de le remballer, violant ainsi l'embargo américain sur les armes imposé à la Chine,,. En raison de la publicité entourant le contrat et de l'âge des marchands d'armes - Diveroli avait 21 ans et son partenaire David Packouz avait 25 ans quand AEY a signé l'accord sur les munitions - l'armée américaine a entamé un réexamen de ses procédures de passation de marché.
Diveroli a été condamné à quatre ans de prison fédérale. Il est un sujet central du film dramatique de Todd Phillips War Dogs, sorti en 2016. Il s'agit également d'un mémoire rédigé en collaboration avec le fraudeur condamné Matthew Cox et publié en 2016

## War Dogs
L'histoire des accords sur les armes de Diveroli fait l'objet de la comédie dramatique de Todd Phillips War Dogs, mettant en vedette Jonah Hill dans le rôle de Diveroli et Miles Teller dans le rôle de son associé David Packouz. D'après le reportage du journaliste canadien Guy Lawson dans Rolling Stone, en 2016, Diveroli a intenté une action en justice contre Warner Bros. Entertainment Inc., le réalisateur Todd Phillips, le producteur Bradley Cooper et d'autres, cherchant à bloquer la sortie du film. La poursuite de Diveroli contre Warner Bros. a affirmé que les fondements du film étaient tirés de son auto-biographie Once a Gun Runner.